# Aliança Progressista de Socialistes i Demòcrates
El Grup de l'Aliança Progressista de Socialistes i Demòcrates al Parlament Europeu (S&D) és un grup polític de centreesquerra, format per diputats dels partits membres del Partit dels Socialistes Europeus. De vegades també inclou eurodiputats independents o diputats de partits estatals no afiliats. El Grup S&D compren polítics d'orientació socialdemòcrata i socialista democràtica.
El Partit dels Socialistes Europeus, com a Confederació dels Partits Socialistes de la Comunitat Europea, es va fundar l'any 1973. No obstant això, l'Aliança Progressista de Socialistes i Demòcrates ha existit d'una forma o una altra des del 23 de juny de 1953, des de l'Assemblea Comuna de la Comunitat Europea del Carbó i de l'Acer, convertint-lo en un dels grups polítics europeus més antic.

## Història
El Grup Socialista va ser un dels primers quan fou fundat el 23 de juny de 1953 a l'Assemblea Comuna de la Comunitat Europea del Carbó i l'Acer, la predecessora del Parlament Europeu. Un buró i una secretaria van ser establerts a Luxemburg. El grup va continuar fins a la creació del Parlament el 1958, i quan es va decidir l'elecció directa, el 1979, el Grup Socialista era el més gran.
El 1987, l'Acta Única Europea de 1986 va forçar al grup a aliar-se i a cooperar amb el grup del Partit Popular Europeu per assegurar les majories sota el procediment de cooperació. Aquesta coalició esquerra-dreta va dominar al Parlament des de llavors, i (amb algunes excepcions) el lloc de president del Parlament va estar dividit entre aquests dos grups.
Mentrestant, els partits que conformaven el grup estaven també organitzant-se a nivell europeu, "fora" del Parlament, amb la creació de la "Confederació dels Partits Socialistes de la Comunitat Europea" (CPSCE) el 1974. La Confederació va ser succeïda pel Partit Socialista Europeu el 1992. Com a resultat, el grup va canviar de nom a "Grup del Partit Socialista Europeu" el 21 d'abril de 1993.
El 2003, el Grup va celebrar els seus 50 anys. En els seus primers 50 anys, va tenir 13 presidents del Parlament, entre els quals 2 eren dones. Les celebracions van tenir lloc a Brussel·les, sota el lema "Orgullosos del passat, confiats en el futur".
Es va fer difícil distingir entre PSE (el grup) i PSE (el partit), per la qual cosa es va decidir novament canviar el nom a Grup Socialista al Parlament Europeu, i crear un nou logotip per al Grup, així seria més fàcil distingir-los.
El 2007, el grup era el segon més gran del Parlament, amb parlamentaris de tots els països membres, menys 2, Latvia i Xipre. Però en les eleccions del 2009, el grup es va reduir, i va haver de cercar membres fora del PSE. Finalment, els va trobar al Partit Democràtic italià.
El Partit Democràtic tenia ja 14 parlamentaris al Grup, però també tenia 8 a l'ALDE. Era, i continua sent, un partit de centreesquerra, molt influenciat per la socialdemocràcia i l'esquerra cristiana. També té parlamentaris que eren antics membres de la Democràcia Cristiana, o tenien altres inclinacions polítiques.
El Grup s'havia d'anomenar Aliança dels Socialistes i Demòcrates per Europa (ASDE), però era massa similar a l'ALDE. El nom Aliança Progressista dels Socialistes i Demòcrates va ser proposada el 18 de juny pel president del grup Martin Schulz, i va tornar a ser nomenat el 23 de juny de 2009. Alguns parlamentaris socialistes estaven descontents amb el nom, de manera que Martin Schulz va admetre que el nom oficial encara estava per decidir-se, i que el grup seria anomenat Socialistes & Demòcrates fins que un nou nom sigui escollit. El 14 de juliol de 2009, el primer dia de la sessió constitutiva del període 2009-2014, el nom del grup era Grup de l'Aliança Progressista dels Socialistes i Demòcrates al Parlament Europeu, amb l'abreviació S&D .

## Presidents del Parlament Europeu
Per als presidents del Parlament Europeu, veure President del Parlament Europeu.

### Presidents del Grup
Els presidents del Grup van ser:
| Número | President            | Estat          | Partit                                            | Des de | Fins |
| ------ | -------------------- | -------------- | ------------------------------------------------- | ------ | ---- |
| 1.     | Guy Mollet           | France         | Secció Francesa de la Internacional Obrera (SFIO) | 1953   | 1956 |
| 2.     | Hendrik Fayat        | Belgium        | Partit Socialista (PS)                            | 1956   | 1958 |
| 3.     | Pierre Lapie         | France         | Secció Francesa de la Internacional Obrera (SFIO) | 1958   | 1959 |
| 4.     | Willi Birkelbach     | Alemanya       | Partit Socialdemòcrata d'Alemanya (SPD)           | 1959   | 1964 |
| 5.     | Käte Strobel         | Alemanya       | Partit Socialdemòcrata d'Alemanya (SPD)           | 1964   | 1967 |
| 6.     | Francis Vals         | France         | Secció Francesa de la Internacional Obrera (SFIO) | 1967   | 1974 |
| 7.     | Georges Spénale      | France         | Partit Socialista (PS)                            | 1974   | 1975 |
| 8.     | Ludwig Spénale       | Alemanya       | Partit Socialdemòcrata d'Alemanya (SPD)           | 1975   | 1979 |
| 9.     | Ernest Glinne        | Belgium        | Partit Socialista (PS)                            | 1979   | 1984 |
| 10.    | Rudi Arndt           | Alemanya       | Partit Socialdemòcrata d'Alemanya (SPD)           | 1984   | 1989 |
| 11.    | Jean-Pierre Cot      | France         | Partit Socialista (PS)                            | 1989   | 1994 |
| 12.    | Pauline Green        | United Kingdom | Partit Laborista                                  | 1994   | 1999 |
| 13.    | Enrique Barón Crespo | Spain          | Partit Socialista Obrer Espanyol (PSOE)           | 1999   | 2004 |
| 14.    | Martin Schulz        | Alemanya       | Partit Socialdemòcrata d'Alemanya (SPD)           | 2004   | 2012 |
| 15.    | Hannes Swoboda       | Austria        | Partit Socialdemòcrata d'Àustria (SPÖ)            | 2012   | 2014 |
| 16.    | Martin Schulz        | Alemanya       | Partit Socialdemòcrata d'Alemanya (SPD)           | 2014   | 2014 |
| 17.    | Gianni Pittella      | Itàlia         | Partit Democràtic (Itàlia) (PD)                   | 2014   |      |

### Vice Presidents
Els actuals Vice presidents del grup són:
- Maria Badia i Cutchet (PSC-PSOE, Espanya)
- Monika Beňová (Smer, Eslovàquia)
- Véronique De Keyser (PS, Bèlgica)
- Stephen Hughes (Labour, Regne Unit)
- Stéphane Le Foll (PS, França)
- Adrian Severin (PSD, Romania)
- Gianluca Susta (PD, Itàlia)
- Hannes Swoboda (SPÖ, Àustria)
- Marita Ulvskog (SSU, Suècia)

## Membres del grup
El Grup de l'Aliança Progressista de Socialistes i Demòcrates ha sigut el primer grup polític durant diverses legislatures europees, però des de 1999 és el segon major grup, per darrere del Grup del Partit Popular Europeu.

### Històric d'eurodiputats
Des de la instauració del Parlament Europeu de la Unió Europea, el Grup de l'Aliança Progressista de Socialistes i Demòcrates, ha tingut la següent composició:
| Període   | Legislatura                            | Inici de legislatura | Final de legislatura |
| --------- | -------------------------------------- | -------------------- | -------------------- |
| 1979-1984 | I Legislatura del Parlament Europeu    | 113 / 410            | 124 / 434            |
| 1984-1989 | II Legislatura del Parlament Europeu   | 130 / 434            | 166 / 518            |
| 1989-1994 | III Legislatura del Parlament Europeu  | 180 / 518            | 198 / 518            |
| 1994-1999 | IV Legislatura del Parlament Europeu   | 198 / 567            | 214 / 626            |
| 1999-2004 | V Legislatura del Parlament Europeu    | 180 / 626            | 232 / 788            |
| 2004-2009 | VI Legislatura del Parlament Europeu   | 200 / 732            | 218 / 785            |
| 2009-2014 | VII Legislatura del Parlament Europeu  | 184 / 736            | 195 / 764            |
| 2014-2019 | VIII Legislatura del Parlament Europeu | 191 / 751            | 185 / 705            |
| 2019-2024 | IX Legislatura del Parlament Europeu   | 154 / 751            |                      |
| 2024-2029 | X Legislatura del Parlament Europeu    | 136 / 703            | Per determinar       |

### X Legislatura del Parlament Europeu
| Estat         | Partit | Partit Europeu | Partit Europeu | Eurodiputats |
| ------------- | --- | -------------- | -------------- | ------------ |
| Àustria       | Partit Socialdemòcrata d'Àustria Sozialdemokratische Partei Österreichs (SPÖ)                                                                                            |                | PES            | 5 / 19       |
| Bèlgica       | Partit Socialista Parti Socialiste (PS) |                | PES            | 2 / 21       |
| Bèlgica       | Endavant Vooruit |                | PES            | 2 / 21       |
| Bulgària      | Partit Socialista Búlgar Българска социалистическа партия (БСП) Bulgarska sotsialisticheska partiya (BSP)                                                                |                | PES            | 2 / 17       |
| Croàcia       | Partit Socialdemòcrata de Croàcia Socijaldemokratska partija Hrvatske (SDP)                                                                                              |                | PES            | 4 / 12       |
| Xipre         | Partit Democràtic Δημοκρατικό Κόμμα Dimokratikó Kómma (DIKO) |                | Cap            | 1 / 6        |
| Dinamarca     | Socialdemòcrates Socialdemokraterne |                | PES            | 3 / 14       |
| Estònia       | Partit Socialdemòcrata Sotsiaaldemokraatlik Erakond (SDE) |                | PES            | 2 / 7        |
| Finlàndia     | Partit Socialdemòcrata de Finlàndia Suomen sosialidemokraattinen puolue Finlands socialdemokratiska parti                                                                |                | PES            | 2 / 14       |
| França        | Partit Socialista Parti socialiste (PS) |                | PES            | 10 / 81      |
| França        | Plaça Pública Place publique (PP) |                | Cap            | 3 / 81       |
| Alemanya      | Partit Socialdemòcrata d'Alemanya Sozialdemokratische Partei Deutschlands (SPD)                                                                                          |                | PES            | 14 / 96      |
| Grècia        | PASOK - Moviment pel Canvi Panellínio Sosialistikó Kínima– Kínima Allagís (PASOK-KINAL)                                                                                  |                | PES            | 3 / 21       |
| Hongria       | Coalició Democràtica Demokratikus Koalíció |                | PES            | 2 / 21       |
| Irlanda       | Partit Laborista Páirtí an Lucht Oibre |                | PES            | 1 / 14       |
| Itàlia        | Partit Democràtic Partito Democratico (PD) |                | PES            | 20 / 76      |
| Itàlia        | Democràcia Solidària Democrazia Solidale (DemoS) |                | Cap            | 1 / 76       |
| Letònia       | Partit Socialdemòcrata «Harmonia» Sociāldemokrātiskā partija "Saskaņa" (SDPS)                                                                                            |                | PES            | 1 / 8        |
| Lituània      | Partit Socialdemòcrata de Lituània Lietuvos socialdemokratų partija (LSDP)                                                                                               |                | PES            | 2 / 11       |
| Luxemburg     | Partit Socialista dels Treballadors Lëtzebuerger Sozialistesch Aarbechterpartei Parti ouvrier socialiste luxembourgeois Luxemburger Sozialistische Arbeiterpartei (LSAP) |                | PES            | 1 / 6        |
| Malta         | Partit Laborista Partit Laburista (PL) |                | PES            | 3 / 6        |
| Països Baixos | Partit del Treball Partij van de Arbeid (PvdA) |                | PES            | 4 / 29       |
| Polònia       | Nova Esquerra Nowa Lewica |                | PES            | 3 / 52       |
| Portugal      | Partit Socialista Partido Socialista (PS) |                | PES            | 8 / 21       |
| Romania       | Partit Socialdemòcrata Partidul Social Democrat (PSD) |                | PES            | 11 / 33      |
| Eslovènia     | Socialdemòcrates Socialni demokrati (SD) |                | PES            | 1 / 8        |
| Espanya       | Partit Socialista Obrer Espanyol Partido Socialista Obrero Español (PSOE)                                                                                                |                | PES            | 20 / 59      |
| Suècia        | Partit Socialdemòcrata de Suècia Sveriges socialdemokratiska arbetareparti (SAP)                                                                                         |                | PES            | 5 / 21       |
| Unió Europea  | Total | Total          | Total          | 136 / 720    |

### IX Legislatura del Parlament Europeu
A 9 de març de 2024, el Grup de l'Aliança Progressista de Socialistes i Demòcrates estava integrat per:
| Estat         | Nom (català)                        | Nom (llengua del país)                                             | Partit | Partit | Eurodiputats |
| ------------- | ----------------------------------- | ------------------------------------------------------------------ | ------ | ------ | ------------ |
| Alemanya      | Partit Socialdemòcrata d'Alemanya   | Sozialdemokratische Partei Deutschlands                            |        | PSE    | 16 / 96      |
| Àustria       | Partit Socialdemòcrata d'Àustria    | Sozialdemokratische Partei Österreichs                             |        | PSE    | 5 / 19       |
| Bèlgica       | Partit Socialista                   | Parti Socialiste                                                   |        | PSE    | 1 / 21       |
| Bèlgica       | Endavant                            | Vooruit                                                            |        | PSE    | 1 / 21       |
| Bulgària      | Partit Socialista Búlgar            | Българска социалистическа партия Balgarska Socialisticeska Partija |        | PSE    | 5 / 17       |
| Croàcia       | Partit Socialdemòcrata de Croàcia   | Socijaldemokratska Partija Hrvatske                                |        | PSE    | 4 / 12       |
| Dinamarca     | Socialdemòcrates                    | Socialdemokratiet                                                  |        | PSE    | 3 / 14       |
| Eslovàquia    | Indepedendent: Robert Hajšel        | Indepedendent: Robert Hajšel                                       |        |        | 1 / 14       |
| Eslovènia     | Socialdemòcrates                    | Socialni Demokrati                                                 |        | PSE    | 2 / 8        |
| Espanya       | Partit Socialista Obrer Espanyol    | Partido Socialista Obrero Español                                  |        | PSE    | 21 / 59      |
| Estònia       | Partit Socialdemòcrata              | Sotsiaaldemokraatlik Erakond                                       |        | PSE    | 2 / 7        |
| Finlàndia     | Partit Socialdemòcrata de Finlàndia | Suomen Sosialidemokraattinen Puolue                                |        | PSE    | 2 / 14       |
| França        | Partit Socialista                   | Parti Socialiste                                                   |        | PSE    | 3 / 79       |
| França        | Plaça Pública                       | Place Publique                                                     |        |        | 2 / 79       |
| França        | Nou Repartiment                     | Nouvelle Donne                                                     |        |        | 1 / 79       |
| França        | Renaixement                         | Renaissance                                                        |        |        | 1 / 79       |
| Grècia        | Moviment Socialista Panhel·lènic    | Πανελλήνιο Σοσιαλιστικό Κίνημα Panellínio Sosialistikó Kínima      |        | PSE    | 1 / 21       |
| Hongria       | Coalició Democràtica                | Demokratikus Koalíció                                              |        | PSE    | 4 / 21       |
| Hongria       | Comunitat d'Oportunitats            | Esély Közösség                                                     |        |        | 1 / 21       |
| Itàlia        | Partit Democràtic                   | Partito Democratico                                                |        | PSE    | 16 / 76      |
| Itàlia        | Independent: Giuliano Pisapia       | Independent: Giuliano Pisapia                                      |        |        | 1 / 76       |
| Letònia       | Partit Socialdemòcrata «Harmonia»   | Sociāldemokrātiskā Partija „Saskaņa"                               |        | PSE    | 1 / 8        |
| Letònia       | Un honor servir a Riga              | Gods kalpot Rīgai!                                                 |        |        | 1 / 8        |
| Lituània      | Partit Socialdemòcrata de Lituània  | Lietuvos Socialdemokratų Partija                                   |        | PSE    | 2 / 11       |
| Luxemburg     | Partit Socialista dels Treballadors | Lëtzebuerger Sozialistesch Arbechterpartei                         |        | PSE    | 1 / 6        |
| Malta         | Partit Laborista                    | Partit Laburista Maltese Labour Party                              |        | PSE    | 4 / 6        |
| Països Baixos | Partit del Treball                  | Partij van de Arbeid                                               |        | PSE    | 6 / 29       |
| Polònia       | Nova Esquerra                       | Nowa Lewica                                                        |        | PSE    | 6 / 52       |
| Polònia       | Independent: Leszek Miller          | Independent: Leszek Miller                                         |        |        | 1 / 52       |
| Portugal      | Partit Socialista                   | Partido Socialista                                                 |        | PSE    | 9 / 21       |
| Romania       | Partit Socialdemòcrata              | Partidul Social Democrat                                           |        | PSE    | 7 / 33       |
| Romania       | Partit Social Liberal Humanista     | Partidul Umanist Social Liberal                                    |        |        | 1 / 33       |
| Romania       | PRO Romania                         | PRO Romania                                                        |        | PSE    | 1 / 33       |
| Suècia        | Partit Socialdemòcrata de Suècia    | Sveriges Socialdemokratiska Arbetareparti                          |        | PSE    | 5 / 21       |
| Txèquia       | Independent: Radka Maxová           | Independent: Radka Maxová                                          |        |        | 1 / 21       |
| Xipre         | Moviment per la Socialdemocràcia    | Κίνημα Σοσιαλδημοκρατών Kinima Sosialdimokraton                    |        | PSE    | 1 / 6        |
| Xipre         | Partit Democràtic                   | Δημοκρατικό Κόμμα Dimokratikó Kómma                                |        |        | 1 / 6        |